# 屏南石澗
屏南石澗 (俗稱「死神石澗」) 位於粉嶺鹿頸，為香港九大石澗之一，水源自屏風山，流向南涌，因而得名。

## 位置
屏南石澗位於八仙嶺北山麓，八仙嶺郊野公園之內，由龜頭嶺直落鹿頸南涌河，遊人大多在南涌村衞奕信徑第十段近河道閘門附近起步，沿石澗登山，途經大小水潭、瀑布，時而手腳並用，徒步約三小時方可到達。

## 特色
屏南石澗吸引之處，是沿途有多個大小不一的美麗水潭，天朗氣清時潭水清澈風光明媚，另外亦有部份岩石長期受溪水冲刷成壺穴，造成澗水穿石而過奇景，非常有趣吸引。不少人更在夏天攀登屏南石澗，沿途遊山玩水，天氣太熱便泡浸潭水消暑，享受透心凉感覺。但若遇上事前未能預測的突發性區域暴雨，石澗隨時變險境，洪水沿山麓暴發而至，遊人可能走避不及，性命不保。

## 交通
於粉嶺火車站，乘56K往鹿頸的小巴在南涌路口下車。

## 意外
- 2006年6月25日，54歲男子在屏南石澗遠足休息期間，滑倒從10米高瀑布直墮水潭死亡。[3]
- 2011年7月10日，一名64歲退休消防員與親友到屏南石澗登山時被暴雨引發的山洪捲走死亡。[3]
- 2012年7月8日，兩名年輕男好友，24歲中學教學助理及25歲社工結伴探遊屏南石澗，其間教學助理跳潭嬉水時撞傷頭部昏迷遇溺，同行不諳水性社工跳入潭中欲救之，結果一同遇難。[4][5]
- 2016年5月28日，16名本地及外籍行山客遊屏南石澗期間，遇上暴雨引發洪水，其中兩名外籍男女懷疑被沖走，其後友人與他們取得聯繫，證實安全獲救。[6]